# DDR-Badmintonmeisterschaft 1965
Die DDR-Badmintonmeisterschaft 1965 fand vom 24. bis zum 25. April 1965 in Rostock statt. Es war die 5. Austragung der Titelkämpfe.

## Medaillengewinner
| Disziplin    | Gold                                                              | Silber                                                         | Bronze                                                                   |
| ------------ | ----------------------------------------------------------------- | -------------------------------------------------------------- | ------------------------------------------------------------------------ |
| Herreneinzel | Gottfried Seemann (Aktivist Tröbitz)                              | Klaus Katzor (Aktivist Tröbitz)                                | Joachim Schimpke (Motor IFA Karl-Marx-Stadt)                             |
| Dameneinzel  | Rita Gerschner (Aktivist Tröbitz)                                 | Annemarie Richter (Motor IFA Karl-Marx-Stadt)                  | Beate Herbst (HSG DHfK Leipzig)                                          |
| Herrendoppel | Gottfried Seemann Erich Wilde (Aktivist Tröbitz)                  | Klaus Katzor Gerd Migdal (Aktivist Tröbitz / EBT Berlin)       | Klaus Basdorf Joachim Schimpke (Post Berlin / Motor IFA Karl-Marx-Stadt) |
| Damendoppel  | Rita Gerschner Beate Herbst (Aktivist Tröbitz / HSG DHfK Leipzig) | Brigitte Lehnert Elfi Larisch (Dynamo Aschersleben)            | Elke Lein Annemarie Richter (Motor IFA Karl-Marx-Stadt)                  |
| Mixed        | Gottfried Seemann Rita Gerschner (Aktivist Tröbitz)               | Joachim Schimpke Annemarie Richter (Motor IFA Karl-Marx-Stadt) | Klaus Basdorf Elke Lein (Post Berlin / Motor IFA Karl-Marx-Stadt)        |